# シュルナク
シュルナク（トルコ語: Şırnak、クルド語: Şirnex）は、トルコ南東部にある都市。シュルナク県の県都である。また、イラクとの国境に位置しており、同国との検問所はトルコと中東との主要な交易路の一つとなっている。

## 地名
この町はノアの方舟が大洪水の後にジューディー山に辿り着いて以降Sehr-i Nuh（ノアの市）と呼ばれていたとされている。その名前は後にトルコ語: Sernahになったという。 

## 歴史
グティ人がこの地域を統べていた時代、civi zendと呼ばれる特殊な岩への刻み方が発明された。東から北東を他の山に囲まれ、西から南西にかけて開けているジューディー山は歴史上独特な場所であり、ノアの方舟が最終的に辿り着いた場所であるとされている。その峰の一つは2000mを超えており、ノアが訪れた場所とされている。
この町についての他の歴史的記述としては、アッシリア人による馬の背の描寫が岩に刻み付けられている。その他、新石器時代に遡る古い物も見つかっている。また、カレの砦やカスリク峠の橋にはセルジューク朝時代の芸術的な岩建築が残されている。
元々アッシリア人の居住地であったこの地は、一旦は周辺の村落のハブとして機能していたが、第一次世界大戦中のアッシリア人虐殺によって市民は虐殺あるいは逃亡の道を余儀なくされた。
シリア内戦によってシリア国内が不安定になると、同国からの難民が地理的に近いこの地に避難してくるようになった。

## 地理
県の人口は430,424人（2009年国勢調査による）で、そのうちシュルナク市の人口は63,664人となっている。合計特殊出生率はトルコ有数の高さを誇っており、3.21人となっている。

### 気候
気候は大陸性気候であり、冬場は寒く夏場は暑い。また、湿度は年間を通じて低い。8月の平均気温は28℃であるのに対して、1月のそれはわずか2℃となり、厳しい環境となっている。もっとも湿潤な月は2月から3月にかけてであり、積雪が見られる。もっとも乾燥しているのは7月から8月にかけてであり、殆ど降水は見られない。
| Şırnakの気候                                    | Şırnakの気候 | Şırnakの気候 | Şırnakの気候  | Şırnakの気候 | Şırnakの気候 | Şırnakの気候 | Şırnakの気候 | Şırnakの気候 | Şırnakの気候 | Şırnakの気候 | Şırnakの気候 | Şırnakの気候 | Şırnakの気候   |
| 月                                              | 1月          | 2月          | 3月           | 4月          | 5月          | 6月          | 7月          | 8月          | 9月          | 10月         | 11月         | 12月         | 年             |
| ----------------------------------------------- | ------------ | ------------ | ------------- | ------------ | ------------ | ------------ | ------------ | ------------ | ------------ | ------------ | ------------ | ------------ | -------------- |
| 平均最高気温 °C （°F）                          | 6.0 (42.8)   | 7.0 (44.6)   | 11.1 (52)     | 15.9 (60.6)  | 21.9 (71.4)  | 28.2 (82.8)  | 33.1 (91.6)  | 33.3 (91.9)  | 28.7 (83.7)  | 21.3 (70.3)  | 13.4 (56.1)  | 7.8 (46)     | 18.98 (66.15)  |
| 日平均気温 °C （°F）                            | 1.8 (35.2)   | 3.0 (37.4)   | 6.9 (44.4)    | 11.5 (52.7)  | 17.1 (62.8)  | 23.0 (73.4)  | 27.4 (81.3)  | 27.8 (82)    | 23.1 (73.6)  | 16.5 (61.7)  | 9.1 (48.4)   | 3.8 (38.8)   | 14.25 (57.64)  |
| 平均最低気温 °C （°F）                          | −1.5 (29.3)  | −0.5 (31.1)  | 2.9 (37.2)    | 7.3 (45.1)   | 12.2 (54)    | 17.8 (64)    | 21.9 (71.4)  | 22.5 (72.5)  | 18.2 (64.8)  | 11.7 (53.1)  | 5.2 (41.4)   | 0.2 (32.4)   | 9.83 (49.69)   |
| 降水量 mm （inch）                              | 79.9 (3.146) | 99.9 (3.933) | 105.5 (4.154) | 95.2 (3.748) | 50.4 (1.984) | 7.2 (0.283)  | 6.9 (0.272)  | 0.4 (0.016)  | 7.6 (0.299)  | 38.4 (1.512) | 80.6 (3.173) | 93.5 (3.681) | 665.5 (26.201) |
| 平均降雨日数                                    | 9.4          | 10.1         | 11.8          | 11.3         | 7.5          | 2.8          | 1.5          | 1.4          | 2.1          | 5.9          | 7.9          | 9.4          | 81.1           |
| 出典：Devlet Meteoroloji İşleri Genel Müdürlüğü |              |              |               |              |              |              |              |              |              |              |              |              |                |

## 政治
2011年10月、当時の市長であったRamazan Uysal（クルディスタン社会連合）は逮捕され、12日に拘留された。15日に内務省は停職を発表した。

## 経済
農業と牧畜、国境での交易が経済的に大きな柱となっている。小麦、大麦、豆が主要作物となっている。綿は工場で生産されるまでに産業として成長した。牧畜に関しては遊牧民からその手法を教えられ、主に羊や野羊（アンゴラヤギ）を飼っている。
伝統的な手工業としてはカーペット作りが挙げられ、キリムや鞄を生産している。この地で生産される織物は羊と野羊の毛を利用している。それでもこの県はトルコで最も貧しい県であり、一人当たりの収入は700米ドルにしか達せず、これはサブサハラアフリカの国々と同等の経済状況となっている。
しかし将来的には、肉の生産や皮革産業、アスファルト鉱山が発展する可能性があり、特にアスファルトは2900万トンの埋蔵量があると推定されている。